# Edyta Górniak
Edyta Anna Górniak, född 14 november 1972 i Ziębice, Polen, är en polsk sångerska. Hon av de mest framgångsrika popartisterna i Polen. Hon har sålt en miljon skivor.

## Biografi
Hon valdes att bli den första att representera sitt land i Eurovision Song Contest 1994, då landet debuterade. Hon sjöng bidraget "To nie ja" till andra plats, landets bästa resultat än idag. Hon sjöng även in en engelsk text till melodin med titeln "Once in a Lifetime". Ett år senare gav hon ut sitt första album, Dotyk, som sålde 500 000 exemplar i Polen. Senare kom hon att spela in polska versioner av "Colors of the Wind" från Disneyfilmen Pocahontas och "Reflection" från Mulan. 1996 sjöng hon "To Atlanta!", den officiella polska låten till Olympiska spelen i Atlanta. Hon sjöng även in "One and One" år 1996 (men den släpptes först året därpå). 
Hon har ett flertal gånger släppt skivor internationellt, men inte lyckats få någon större framgång utanför sitt hemland. 1998 släpptes singeln "When You Come Back to Me" i Sverige. Den låg på försäljningslistan i tio veckor och nådde som högst plats 23. 
Edyta Górniak har tre gånger varit på framsidan av polska upplagan av Playboy. De första åren på 2000-talet gick skivförsäljningen dåligt och hon bytte skivbolag, produktionsteam och musikstil ett flertal gånger. 
I oktober 2007 kom hennes första album på fyra år, innehållandes singeln "List", en polsk version av Céline Dions "I Surrender".